# 1955년 뉴욕 영화 비평가 협회상
제21회 뉴욕 영화 비평가 협회상은 1955년 영화를 대상으로 하는 시상식이다.

## 수상 및 후보

### 작품상
- 마티

### 감독상
- 여정 - 데이빗 린 수상

### 여우주연상
- 장미 문신 - 안나 마냐니 수상

### 남우주연상
- 마티 - 어네스트 보그나인 수상

### 외국영화상
- 디아볼릭
- 움베르토 D